# Нік Кімманн
Нік Кімманн (нід. Niek Kimmann, нар. 20 травня 1996) — нідерландський велогонщик, олімпійський чемпіон 2020 року у виді BMX Racing. 

## Виступи на Олімпіадах
| Олімпіада           | Дисципліна | Місце |
| ------------------- | ---------- | ----- |
| Ріо-де-Жанейро 2016 | BMX        | 7     |
| Токіо 2020          | BMX-гонки  | 1     |